# Ravenstein vasútállomás
Ravenstein vasútállomás vasútállomás Hollandiában, Ravenstein városában.

## Vasútvonalak
Az állomást az alábbi vasútvonalak érintik:
- Tilburg–Nijmegen-vasútvonal

## Kapcsolódó állomások
A vasútállomáshoz az alábbi állomások vannak a legközelebb:
- Wijchen vasútállomás
- Oss vasútállomás